# 陕南行政区
陕南行政区或称陕南行署区、陕南区，是中共政权于1948年6月7日到1951年2月22日，在陕西、湖北设置的一个省级行署区。1949年时，下辖南郑市及南郑、安康、商雒、两郧四个分区，所辖区域已并入陕西省和湖北省。

## 历史沿革
1948年5月9日，中共中央、中央军委发出《关于改变华北、中原解放区的组织管辖境地及人选的决定》，确定凡陇海以南长江以北直至川陕边区，均属中原解放区。
1948年6月，奉中共中央中原局、中原军区命令，将豫陕鄂边区划分为豫西和陕南两个区。原豫陕鄂边区第二、四分区划归陕南区管辖。6月7日在湖北省郧县城关组建陕南军区、陕南区党委、陕南行政主任公署。刘金轩任军区司令员、陈先瑞任副司令员，汪锋任军区政治委员、陕南区党委书记，时逸之后任行政主任公署主任。1949年1月5日，中共陕南区委根据中原局“今后地委一律以地名命名”的决定，通知陕南区中共第二地委改为商雒地委，第四地委改为两郧地委。分区行政、军事机构也随之改名。
1949年春，张邦英任陕南区常委第一书记兼军区第一政委。1949年5月1日，奉中原军区命令，陕南军区成立中国人民解放军第十九军。刘金轩任军长，张邦英兼任第一政委，汪锋兼任政委，陈先瑞任副军长，副政委李耀兼。下辖第55、第57师和两郧、安康、商洛3个军分区。5月8日和11日，新成立的第十九军先后接到中央军委和第二野战军的指示，命令第十九军兼陕南军区暂归第一野战军指挥，为策应关中战场的攻势，第十九军立即进行西进作战。1949年6月，依中共中央电令，由中原局、中原军区改为西北局、西北军区领导。陕南行政主任公署由陕甘宁边区政府领导。当时，陕南行政区拥有二百余万人口。1949年11月24日陕南行政主任公署发出通令，陕南区自10月1日起奉令正式由华中区划归西北区，因此在行政领导上，应由中原临时人民政府移由陕甘宁边区政府领导。
此后，解放军的军事行动，使辖区进一步扩大。解放军第十九军第55师，于11月28日攻占岚皋县，11月30日攻占紫阳县，12月17日攻占镇巴县。第十九军第57师于11月26日攻占洵阳县，11月27日攻占安康县，12月4日攻占西乡县，12月7日攻占城固县。12月2日，解放军第十八兵团攻占留坝县，12月6日攻占褒城县、沔县、南郑城。12月7日，解放军第七军攻占略阳县，12月8日咸阳军分区部队攻占佛坪县。12月11日入川部队攻占宁强县。
1950年1月，中国共产党陕西省委员会、陕西省人民政府相继在西安直辖市成立。1月19日，陕甘宁边区政府撤销，陕北、陕南行政公署隶于陕西省人民政府。陕北、陕南两个行政区由此归于陕西省。当年，安康分区改名安康专区，属陕西省管辖。3月，两郧分区划入湖北省，为两郧专区。5月1日，撤消南郑地委、专署、军分区，所辖县、区由陕南行政区直辖。2日，商雒分区改名为商雒地区专员公署（商雒专区），属陕西省。年底，第19军军长刘金轩兼任陕西军区代司令员，马明方任政治委员。
1951年2月22日，经中央人民政府政务院批准，撤销陕南区党委、军区、行署。陕南行政区消亡。同时，成立陕西省人民政府南郑区专员公署（南郑专区），和安康专区直属陕西省管辖。